# Golbitz
Golbitz ist eine Ortschaft der Stadt Könnern im Salzlandkreis (Sachsen-Anhalt). Sie besteht aus den Ortsteilen Golbitz und Garsena.

## Geografische Lage
Golbitz liegt etwa 3 km südöstlich von Könnern östlich der unteren Saale. Der Ort liegt an der Grenze zum Saalekreis.

## Geschichte
Golbitz, früher auch „Golwitz“ genannt, ist eine slawische Gründung aus den Jahren 600 bis 800. Die slawische Ackerbausiedlung ist wie Garsena von der Anlage her ein Haufendorf. Golbitz und Garsena lagen im Saalkreis des Erzstifts Magdeburg. Sie gehörten zum Amt Rothenburg. Mit dem Anfall des Erzstifts Magdeburg an Brandenburg-Preußen wurden 1680 die Kurfürsten von Brandenburg (ab 1701 Könige in/von Preußen) neue Landesherren des nun „Herzogtum Magdeburg“ genannten Gebiets. Im 17. Jahrhundert wurde in Golbitz Kupferschiefer abgebaut, der im benachbarten Rothenburg verhüttet wurde. Dadurch wurde der Ort zum Bergbauort mit einer regen Industrie. Um 1750 musste der Bergbau eingestellt werden, da man dem in die Schächte eindringenden Wasser nicht gewachsen war. Heute zeugen zahlreiche Halden um den Ort von dieser Zeit.
Mit dem Frieden von Tilsit wurden Golbitz und Garsena im Jahr 1807 dem Königreich Westphalen angegliedert und dem Distrikt Halle im Departement der Saale zugeordnet. Beide Orte gehörten zum Kanton Cönnern. Nach der Niederlage Napoleons und dem Ende des Königreichs Westphalen befreiten die verbündeten Gegner Napoleons Anfang Oktober 1813 den Saalkreis. Bei der politischen Neuordnung nach dem Wiener Kongress 1815 wurden Golbitz und Garsena im Jahr 1816 dem Regierungsbezirk Merseburg der preußischen Provinz Sachsen angeschlossen und dem Saalkreis zugeordnet.
Mit der ersten Kreisreform in der DDR wurde Garsena am 1. Juli 1950 nach Golbitz eingemeindet. Seit dem 1. Januar 2003 ist Golbitz eine Ortschaft der Stadt Könnern mit den Ortsteilen Golbitz und Garsena.

## Verkehrsanbindung
Nordöstlich von Golbitz verläuft die Bundesautobahn 14. Zwischen Golbitz und Garsena verläuft die Bahnstrecke Halle-Halberstadt. Der nächstgelegene Bahnhof befindet sich in Könnern.